# Alan Cooper (Softwareentwickler)

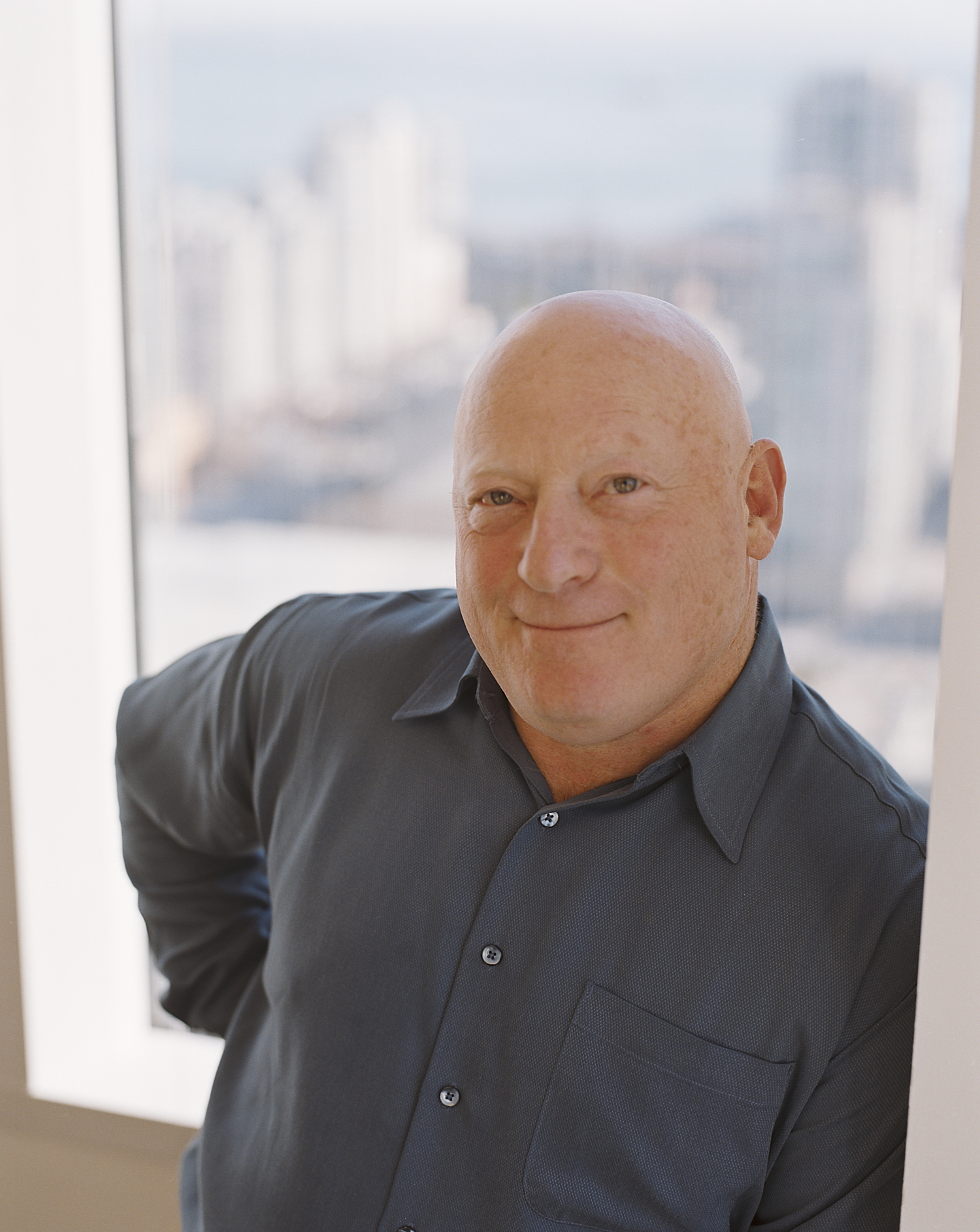
Alan Cooper 2010

Alan Cooper (* 3. Juni 1952) ist ein US-amerikanischer Software-Designer und Autor. Seit 1992 ist er Inhaber der Firma Cooper mit Sitz in Palo Alto. Er gilt als „Vater“ der Programmiersprache Visual Basic, der Persona-Methode und beschäftigt sich aktuell mit Interaktions-Design für Software, Hardware und webbasierte Anwendungen.

## Werdegang
Cooper wuchs in Marin County in Kalifornien auf. Er studierte am dortigen College Architektur und arbeitete nebenbei zur Finanzierung des Studiums als Programmierer. Nach Beendigung des Colleges und bei Aufkommen der ersten kommerziell erhältlichen Mikrocomputer gründete er seine erste Softwarefirma Structured System Group (SSG) in Oakland (Kalifornien). Diese war gleichzeitig eine der ersten Softwarefirmen für Mikrocomputer und entwickelte und vertrieb die Business-Software General Ledger. 1980 verkaufte er die Firma. Er arbeitete früh mit Gordon Eubanks in der Entwicklung der Programmiersprache CBASIC für Business-Anwendungen zusammen. Eubanks gründete mit Gary Kildall Digital Research und Cooper arbeitete dort zwei Jahre in der Entwicklungsabteilung, bevor er sich wieder selbständig machte. In den 1980er Jahren entwickelte er Business-Software wie Microphone II und das Project Management Programm SuperProject, das er 1984 an Computer Associates verkaufte. 1988 entwickelte er schließlich die visuelle Programmiersprache Ruby, ursprünglich als Werkzeugkasten für Shells gedacht. Das wurde von Microsoft übernommen, die es aber nicht direkt an Kunden verkaufen wollten, sondern für die Entwicklung von Visual Basic nutzten aus der alten Programmiersprache QuickBASIC von Microsoft. Ausschlaggebend für den Erfolg war auch die VBX-Schnittstelle, für die Drittanbieter Steuerelemente in Form von DLLs einbringen konnten.
1998 erhielt er den Visionary Award des SVForum und 1994 den ersten Windows Pioneer Award von Microsoft. 2017 wurde er Fellow des Computer History Museum.

## Interaktionsdesign und User Experience
Schon früh in seiner Karriere begann Cooper, sich kritisch mit der Herangehensweise an die Softwarekonstruktion auseinanderzusetzen. Wie er in seinem ersten Buch berichtet, glaube er, dass ein wichtiger Aspekt fehle – Software-Autoren fragten nicht: "Wie interagieren Benutzer damit? Coopers frühe Einsichten trieben ihn dazu, einen Designprozess zu entwickeln, der sich nicht darauf konzentrierte, was kodiert werden konnte, sondern darauf, was so gestaltet werden konnte, dass es den Bedürfnissen der Benutzer entsprach.
Als Reaktion auf die sich rasch konsolidierende Softwareindustrie begann Cooper 1992, andere Unternehmen zu beraten und ihnen dabei zu helfen, ihre Anwendungen benutzerfreundlicher zu gestalten. Innerhalb weniger Jahre hatte Alan Cooper begonnen, einige seiner grundlegenden Designprinzipien zu formulieren. Mit seinen Kunden setzte er sich für eine Designmethodik ein, die die Bedürfnisse der Benutzer in den Vordergrund stellt. Cooper interviewte die Benutzer der Produkte seines Kunden und entdeckte die Gemeinsamkeiten, die diese Menschen glücklich machten. Aus dieser Praxis entstand die Verwendung von Personas als Designwerkzeuge. Cooper predigte seine Vision in zwei Büchern. Seine Ideen trugen dazu bei, die Bewegung der User Experience voranzutreiben und das Handwerk zu definieren, das später als "Interaktionsdesign" bezeichnet werden sollte.
Coopers erstes und meistverkauftes Buch, About Face: The Essentials of User Interface Design, wurde erstmals 1995 veröffentlicht. Darin stellt Cooper einen umfassenden Satz praktischer Designprinzipien vor, im Wesentlichen eine Taxonomie für Software-Design. Mit der zweiten Auflage, als sich die Branche und der Berufsstand weiterentwickelten, war "Interface Design" zum präziseren "Interaktionsdesign" geworden. Die grundlegende Botschaft dieses Buches richtete sich an Programmierer: Tue das Richtige. Denke an deine Benutzer. Das Buch ist jetzt in der vierten Auflage mit dem Titel About Face: Die Grundlagen des Interaktionsdesigns erschienen und gilt als Grundlagentext für den professionellen Interaktionsdesigner. Cooper stellte die Ideen der Application posture vor, wie z. B. eine "sovereign posture", bei der eine Anwendung den größten Teil des Raums nutzt und auf Benutzereingaben wartet, oder eine "transient posture" für Software, die nicht die ganze Zeit läuft oder sich nicht ständig mit dem Benutzer beschäftigt. Bei Websites diskutiert er "informationelle" und "transaktionelle" Haltungen in About Face.
In seinem 1998 erschienenen Buch The Inmates Are Are Running the Asylum: Why High-Tech Products Drive Us Crazy and How to Restore the Sanity skizzierte Alan Cooper seine Methodik, die er Goal-Directed Design nannte und die auf dem Konzept basierte, dass Software den Benutzer schneller zu seinem Endziel bringen sollte, anstatt ihn in Computerdetails zu verstricken. In dem Buch stellte Cooper Personas, als praktisches Werkzeug für Interaktionsdesign, vor. Basierend auf einer kurzen Diskussion in dem Buch gewannen Personas in der Softwareindustrie aufgrund ihrer ungewöhnlichen Macht und Wirksamkeit rasch an Popularität. Heute wurden die Konzepte der Interaktionsdesign-Strategie und die Verwendung von Personas in der gesamten Branche weitgehend übernommen. Cooper richtet die Botschaft seines zweiten Buches an den Unternehmer: Kennen Sie die Ziele Ihrer Benutzer und wissen Sie, wie Sie sie erfüllen können. Sie brauchen Interaktionsdesign, um die Sache richtig zu machen. Cooper plädiert dafür, Design in die Geschäftspraxis zu integrieren, um Kundenbedürfnisse zu erfüllen und bessere Produkte schneller zu entwickeln, indem man es gleich beim ersten Mal richtig macht.
Alan Coopers gegenwärtiger Schwerpunkt liegt auf der Frage, wie die Fortschritte des Interaktionsdesigns mit der Effektivität agiler Softwareentwicklungsmethoden effektiv integriert werden können. Cooper spricht und bloggt regelmäßig darüber auf der Website seines Unternehmens.

## Cooper
Cooper ist ein Beratungsunternehmen für User Experience Design und Strategie mit Hauptsitz in San Francisco und einem Büro in New York. Cooper wird die Erfindung mehrerer weit verbreiteter Designkonzepte zugeschrieben, darunter zielgerichtetes Design, Personas und "pair-design". Das Unternehmen wurde 1992 von Sue Cooper und Alan Cooper in Menlo Park, Kalifornien, unter dem Namen "Cooper Software" gegründet und änderte den Namen 1997 in "Cooper Interaction Design". Cooper war die erste Beratungsfirma, die sich ausschließlich dem Interaktionsdesign widmete. Ihre ursprünglichen Kunden waren hauptsächlich Software- und Computerhardwarefirmen aus dem Silicon Valley.
Das Unternehmen verwendet eine auf den Menschen ausgerichtete Methodik, die als "zielorientiertes Design" bezeichnet wird und die betont, wie wichtig es ist, den gewünschten Endzustand des Benutzers und seine Motivationen zu verstehen, um dorthin zu gelangen.
Im Jahr 2002 begann Cooper damit, öffentliche Schulungskurse anzubieten, die Themen wie Interaktionsdesign, Servicedesign, visuelles Design und Design Leadership umfassen. Cooper ist seit der Gründung 1992 Präsident von Cooper. Cooper hilft seinen Kunden bei Herausforderungen im Interaktionsdesign und bietet Schulungskurse zu Themen des Software-Designs und der Software-Entwicklung an, einschließlich ihres Goal-Directed Designs (unter der Marke CooperU).
Im Jahr 2017 wurde Cooper Teil von Designit, einem strategischen Design-Zweig von Wipro Digital. Die Cooper Professional Education bestand als Lehr- und Lernabteilung von Designit weiter, bis sie am 29. Mai 2020 ihre Pforten für die Wirtschaft schloss.

## Bibliografie
- About Face: The Essentials of User Interface Design. IDG Books, Foster City, California [u. a.] 1995, ISBN 1-56884-322-4
- The Inmates Are Running the Asylum: Why High-Tech Products Drive Us Crazy and How to Restore the Sanity. Sams, Indianapolis, Indiana 1999, ISBN 0-672-31649-8
- mit Robert M. Reimann: About Face 2.0: The Essentials of Interaction Design. Wiley, Indianapolis, Indiana 2003, ISBN 0-7645-2641-3
- mit Robert M. Reimann und David Cronin: About Face 3.0. The Essentials of Interaction Design. Wiley, Indianapolis, Indiana 2007, ISBN 978-0-470-08411-3
- mit Robert Reimann, David Cronin und Christopher Noessel: About Face 4.0. The Essentials of Interaction Design. Wiley, Indianapolis, Indiana 2014, ISBN 978-1-118-76657-6